# Sognu
《Sognu》는 2011년 3월 4일에 발매된 아모리 바실리의 노래이다. 워너 뮤직 그룹에 의해 발매되었다.

## 곡 목록
| #  | 제목      | 재생 시간 |
| -- | --------- | --------- |
| 1. | 〈Sognu〉 | 2:55      |